# Vladimir Ermochine
Ouladzimir Iarmochyne
Vladimir Vassiliévitch Ermochine ou Iermochine (en russe : Владимир Васильевич Ермошин ; en biélorusse : Уладзімір Васілевіч Ярмошын, Ouladzimir Vassiliévitch Iarmochyne), né le 26 octobre 1942 à Pronsk (en), près de Riazan en Russie, est un homme d'État biélorusse, Premier ministre de 2000 à 2001.

## Biographie
Ingénieur en mécanique, Ermochine poursuit une carrière dans l'industrie aéronautique avant d'entrer en politique en 1990. Premier vice-président du comité exécutif de la ville de Minsk en 1992, il est nommé en janvier 1995 président, ce qui équivaut au rôle de maire. 
En remplacement de Sergueï Ling, démissionnaire, il est nommé le 18 février 2000, Premier ministre par intérim par le président Loukachenko, puis confirmé par le Parlement le 14 mars suivant. Il demeure chef du gouvernement jusqu'au 1er octobre 2001 où Guennadi Novitski lui succède.